# Bitva u Domašova
Bitva u Domašova byla bitvou mezi rakouskými a pruskými jednotkami u moravské vesnice Domašov nad Bystřicí, která se odehrála v rámci sedmileté války 30. června 1758 a jíž předcházel menší střet u Guntramovic 28. června téhož roku. Rakušané, jejichž jednotkám veleli generálmajor Ernst Gideon von Laudon a generálmajor Josef von Žiškovič, napadli a zničili obří konvoj se zásobami pro pruskou armádu obléhající Olomouc. Rakouské vítězství zachránilo město a pruský král Fridrich II. Veliký byl nucen vyklidit Moravu.

## Pruská invaze na Moravu
Fridrich II. Veliký vtrhl na Moravu na začátku května 1758 a oblehl opevněné město Olomouc. Doufal, že rakouská armáda vyrazí pevnosti na pomoc a Prusové ji porazí ve velké bitvě na místě dle svého výběru. Pokud by Rakušané ponechali město svému osudu, počítal, že bude dobyto v krátké době a bude je moci použít jako základnu pro obranu Slezska a zvyšování tlaku na Vídeň.
Rakouský polní maršál Leopold Daun znal sílu pruské armády a snažil se konečný střet oddálit. Místo toho menší jednotky blokovaly Prusům cesty pro zásobovací vozy a způsobovaly jim škody v menších střetech. Obránci Olomouce také bojovali statečně, takže obléhání se protahovalo mnohem více, než Fridrich očekával. Přestože v červnu již bylo město na pokraji dobytí a na dvou místech byly hradby zničené kanonádou, Prusové k dalšímu boji nezbytně potřebovali nové zásoby.

## Konvoj
Fridrich se obával, že větší množství malých konvojů chráněných menšími silami bude pro Rakušany snadnou kořistí, a tak se rozhodl pro jeden obrovský silně střežený konvoj. To sice řešilo ochranu konvoje před slabšími jednotkami, avšak přinášelo jiné riziko – pokud by rakouská strana shromáždila dost velké síly pro napadení a likvidaci konvoje, byla by to pro pruskou stranu neodčinitelná ztráta. Zejména nutnost rozptýlit síly okolo dlouhého konvoje představovala zásadní a prakticky neřešitelnou taktickou nevýhodu. Nečekanému úderu tak mohla po určitou dobu čelit jen část celého ozbrojeného doprovodu.
Zásoby určené pro přepravu Prusové posbírali ve Slezsku a na konci června konvoj vstoupil na moravské území. Konvoj byl tak velký, že neexistovala žádná možnost udržet ho v tajnosti. Skládal se z asi 4 000 vozů naložených vojenským materiálem a doprovázených 2 500 kusy hovězího dobytka. Poté, co se vydal na cestu, se roztáhl do délky 45 km. Chránilo ho 10 870 vojáků pod velením plukovníka Wilhelma von Mosela. Nejsilnější částí doprovodu bylo zřejmě jezdectvo sestávající z 1 341 mužů, ovšem zbytek tvořilo 8 pěších praporů poskládaných z nováčků nebo vyléčených veteránů.
Jakmile se polní maršál Daun o konvoji dozvěděl, rozhodl, že musí být zastaven a zničen. Úkolem pověřil Ernsta Gideona von Laudona a Josefa von Žiškoviče.

## Boje

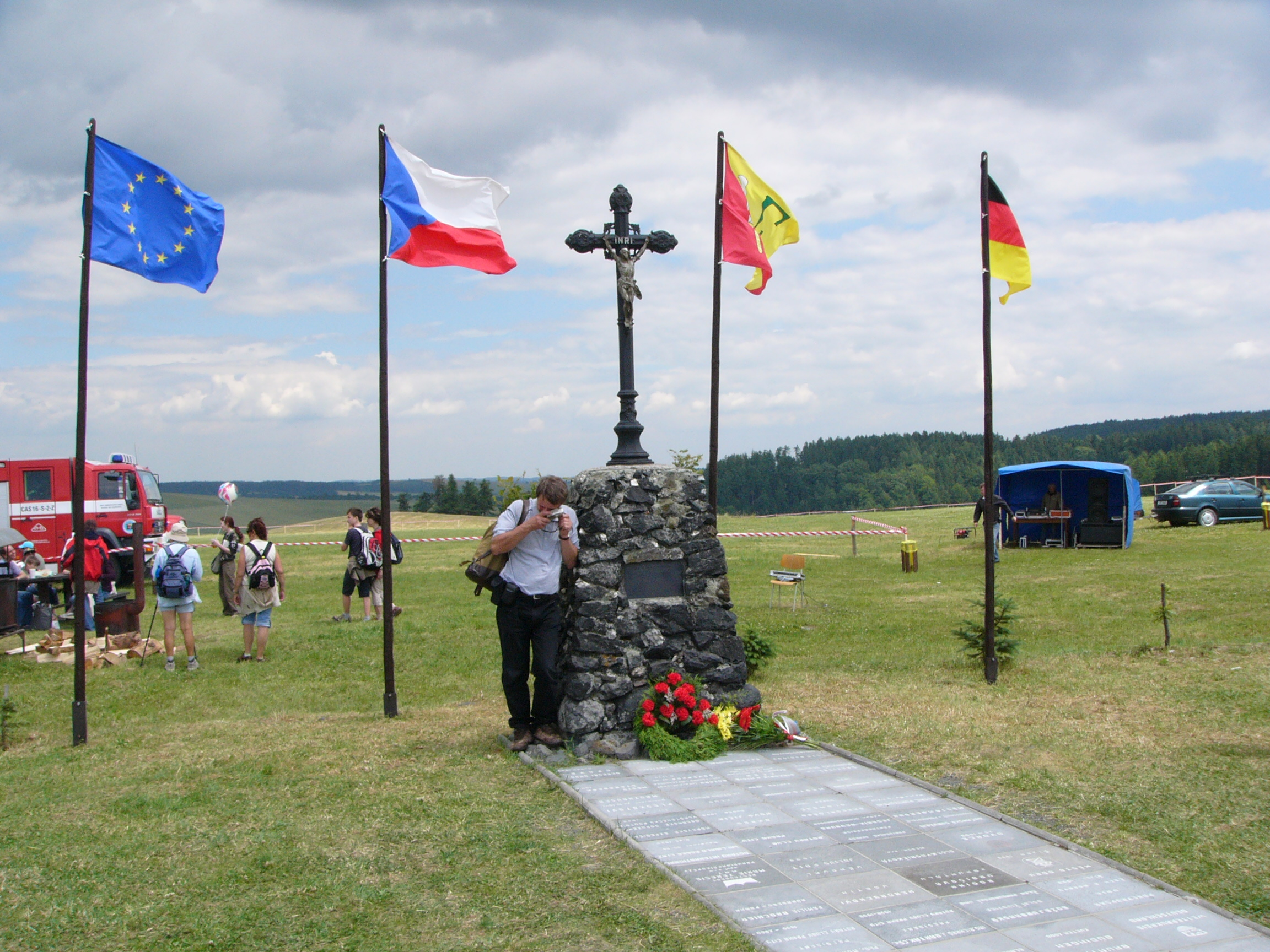
Památník (mohylka) bitvy u Guntramovic blízko obce Horní Guntramovice. Na památníku je na destičce napsáno:
Zde se nachází hromadný
hrob vojáků padlých
v bitvě u Guntramovic
v červnu 1758
Smíření ve společné smrti…
Rekonstrukce červen 1998
Za pomníkem jsou vlajky (zleva): Evropské unie, České republiky, obce Guntramovice, Německa. Chodník před pomníkem nese název Cesta česko-německého pozorumění

### Guntramovice
Laudon čekal na nepřítele u Guntramovic, malé vesnice na severní Moravě. Žiškovič, který se ztratil s vojskem v lesích, mohl dorazit až za dva dny. Tahle skutečnost působila Laudonovi těžkosti, protože jeho čtyři pěší prapory, jeden dragounský a jeden husarský pluk, dělostřelecká baterie a oddíl chorvatských hraničářů byly tvořeny pouze asi 6 000 muži. Přesto se rozhodl Prusy napadnout, protože Olomouc již byla blízko, takže na vyčkávání nezbýval žádný čas. Věděl také, že konvoji spěchá na pomoc 5 praporů o 20 000 mužích pod velením generála Hanse Joachima von Ziethena.
Konvoj přijel 28. června brzy ráno. Rakušané zahájili palbu na přední vozy. Jeden pruský prapor se vrhl vpřed, aby zjistil sílu nepřítele, ale byl rozprášen rakouským dělostřelectvem. Prusové rovněž zformovali dělostřelecké baterie na své straně cesty a opětovali palbu. Jejich pěchota několikrát zaútočila na rakouské pozice, ale vždy byla odražena. Boj trval asi pět hodin, ale nakonec Prusové začali získávat převahu a Laudon nařídil svým vojákům ustoupit k Moravskému Berounu, což se jim bez problémů podařilo, protože Mosel neměl na pronásledování k dispozici dostatek jezdectva.
Ačkoliv byl Laudon poražen a nedokázal konvoj zničit, jeho ztráty byly menší než pruské. Ovšem nejcennějším ziskem byl čas. Dnes někteří historici upozorňují, že v této chvíli ještě měli Prusové možnost uspět, pokud by obětovali některé z rozptýlených vozů a okamžitě vyrazili k Olomouci. Mosel ani Ziethen, který dorazil několik hodin po boji, však nevěděli o blížících se posilách Žiškoviče, a proto se rozhodli věnovat nějaký čas reorganizaci konvoje a opravě škod. V cestě pokračovali až 30. června ráno.

### Domašov

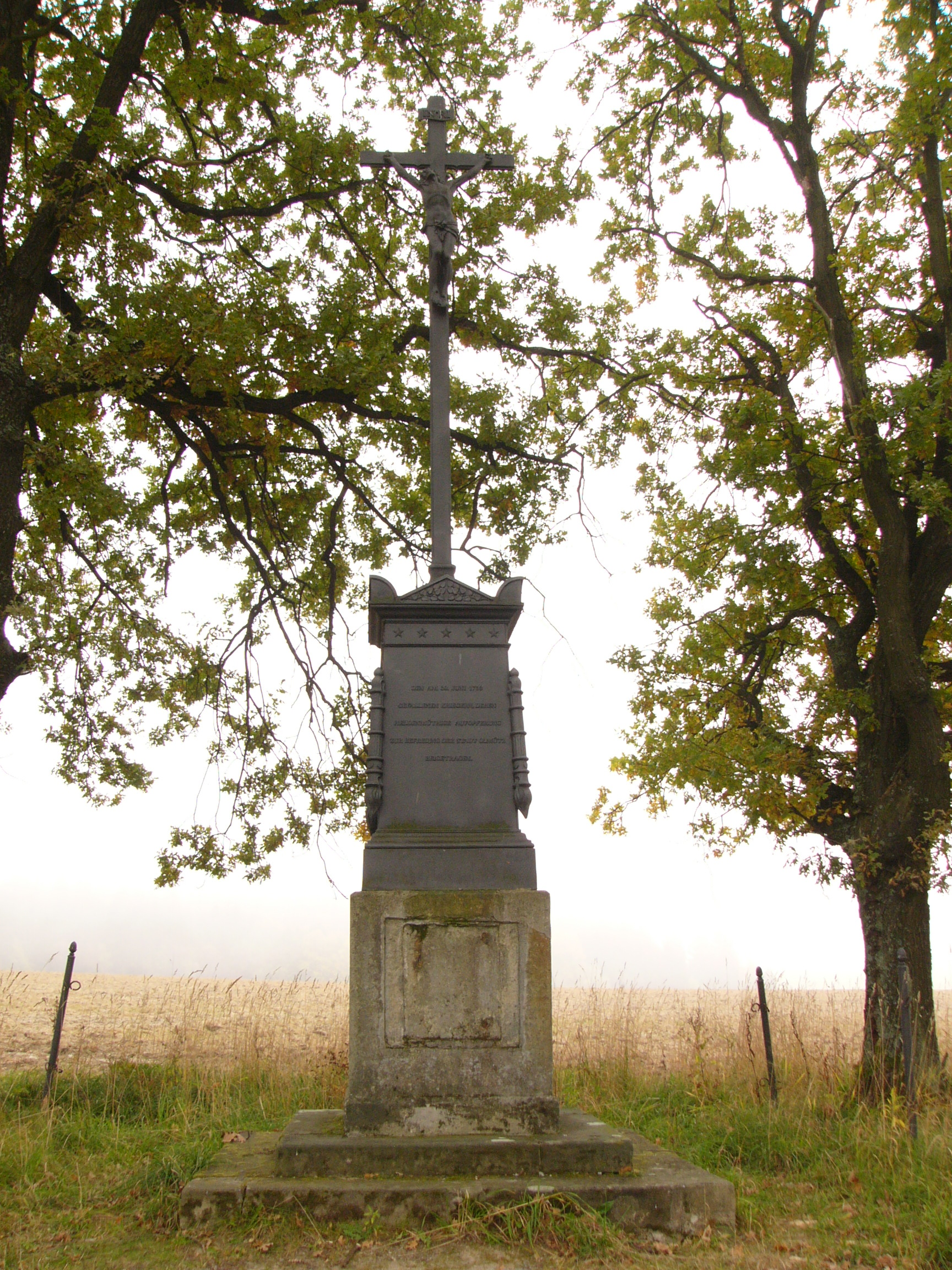
Památník bitvy (nazývaný také jako „Černý kříž“) blízko obce Domašov nad Bystřicí

Mezitím se Rakušané připravili k novému útoku, pro který si vybrali otevřený prostor mezi obcemi Domašov nad Bystřicí a Nová Véska, obklopený zalesněnými kopci, což jej činilo ideálním místem pro přepadení ze zálohy.
Jako první zaujaly pozice Žiškovičovy jednotky, a to na levé straně cesty. Laudon měl dorazit z Moravského Berouna později, uprostřed již probíhajícího boje, a zaútočit z opačné strany, aby zvýšil chaos mezi pruskými vojáky.
První přijel předvoj sestávající z 4 850 vojáků a 250 vozů, který Žiškovič ještě nechal projet. Rakouské dělostřelectvo zahájilo palbu až na hlavní část projíždějícího konvoje, což mezi vozy způsobilo obrovský chaos. Rakouská pěchota s Prusy úspěšně bojovala, přestože ti měli převahu v poměru 3:1. A když se z druhé strany objevily Laudonovy jednotky, nebylo již o výsledku bitvy pochyb. Po sedmihodinovém boji byl pruský konvoj rozprášen.

### Ztráty
Ačkoliv celkový počet bojujících rakouských vojáků činil přibližně 12 000, jejich ztráty (v obou srážkách u Guntramovic a Domašova) byly pouze asi 600 mužů. Pruské ztráty byly mnohem vyšší, i když různé zdroje udávají odlišné počty. Rakušané oznámili kolem 2 000 zabitých, zraněných nebo pohřešovaných a 1 450 zajatých Prusů (včetně generála Puttkamera a 40 dalších důstojníků), zatímco pruská strana přiznala pouze 2 701 zabitých, zraněných, pohřešovaných a zajatých vojáků dohromady. Zároveň však Prusové připustili, že přesné spočítání ztrát bylo znemožněno naprostým rozptýlením jejich jednotek po bitvě.
Vítězové se zmocnili také 2 200 koní, mnoha kusů dobytka a velké části přepravovaného vojenského materiálu. Protože hodně vozů bylo během bitvy poškozeno, vše, co nemohli odvézt, spálili. Některé vozy s municí vyhodili do povětří jako součást vítězných oslav. Důležitou součástí kořisti byly 2 milióny pruských tolarů (podle některých zdrojů 1 milión), ovšem rakouští velitelé nechali své vojáky, aby si polovinu z nich rozebrali, a do státní pokladny se dostal pouze zbytek.
Z pasti uniklo jen 250 vozů z předvoje, ale několik z nich bylo zadrženo chorvatskými hraničáři u Svatého Kopečku, jen několik kilometrů od Olomouce, takže do cíle jich dorazilo pouze 100–200.

## Důsledky

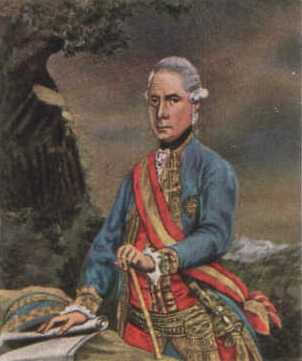
Bitva u Guntramovic a Domašova byla prvním velkým úspěchem Ernsta Gideona von Laudon, za což byl povýšen do hodnosti polního podmaršálka

Význam bitvy bývá někdy podceňován. Lidské ztráty nebyly na žádné straně tak velké jako v jiných významných bitvách této doby, ale nejdůležitějším dopadem byla ztráta zásob pro pruskou armádu, což prokazatelně ovlivnilo Fridrichův názor na další obléhání Olomouce. Prusové přišli prakticky o všechny zásoby nashromážděné ve Slezsku a neměli žádnou možnost získat dostatečně rychle další. Navíc již nedisponovali dostatkem vozů a tažných zvířat pro nový konvoj.

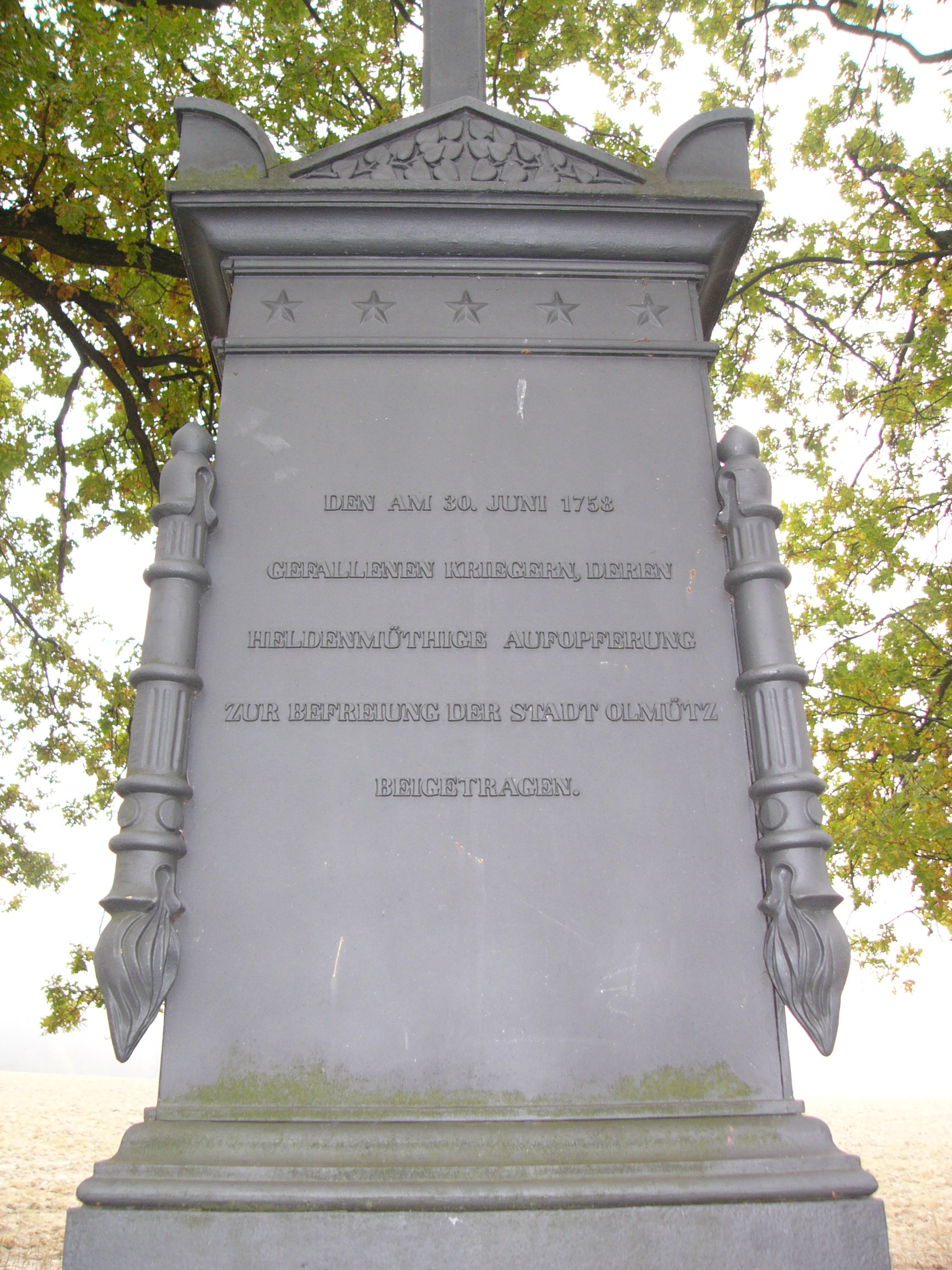
detail památníku, kde je německy napsáno:
Dne 30. června 1758
padlým bojovníkům, jejichž
hrdinské nasazení
přispělo k osvobození
města Olomouce.

Porážka pruský tábor šokovala a paralyzovala. Fridricha přinutila vzdát se dalšího obléhání Olomouce, protože už neměl munici pro obléhací děla. Když se pak Daun nakonec rozhodl vydat Olomouci na pomoc, Fridrichovi nezbylo, než urychleně ustoupit z Moravy do Čech, neboť zásoby munice, které mu zůstaly, byly natolik nedostatečné, že pro něj představovala příliš velké riziko i jediná větší polní bitva. Bitva u Guntramovic a Domašova tak byla definitivním zlomem v boji o Moravu.
Tehdejší generálmajor Ernst Gideon von Laudon byl 25. července 1758 za vítězství u Domašova povýšen na polního podmaršálka.
Ke stému výročí byl severovýchodně od Domašova postaven památník zvaný „Černý kříž“. Jihozápadně od obce Horní Guntramovice je pomník padlým vojákům.